# Чемпионат Европы по кёрлингу 2014
40-й чемпионат Европы по кёрлингу прошёл с 22 по 29 ноября 2014 года в Шампери (Швейцария) с участием 25 мужских и 20 женских национальных сборных команд. Чемпионский титул у мужчин в 9-й раз в своей истории выиграла сборная Швеции, у женщин — в 6-й раз и во 2-й подряд сборная Швейцарии.

## Команды-участницы
Состав участников группы «А» мужского и женского турниров определён по итогам чемпионата Европы 2013 — 8 лучших команд группы «А» и две лучшие группы «В».

### Мужчины
- Группа А: Германия, Дания, Италия, Латвия, Норвегия, Россия, Чехия, Швейцария, Швеция, Шотландия.
- Группа В: Австрия, Англия, Бельгия, Венгрия, Израиль, Испания, Литва, Нидерланды, Польша, Румыния, Турция, Уэльс, Финляндия, Хорватия, Эстония.

### Женщины
- Группа А: Германия, Дания, Латвия, Россия, Финляндия, Чехия, Швейцария, Швеция, Шотландия, Эстония.
- Группа В: Австрия, Англия, Белоруссия, Венгрия, Италия, Нидерланды, Норвегия, Польша, Словакия, Турция.

## Система проведения чемпионата
И у мужчин и у женщин соревнования проводились в двух группах — А (основной дивизион) и В (второй по значимости дивизион).

### Мужчины
- Группа А. На предварительном этапе 10 команд провели однокруговой турнир, по результатам которого четвёрка лучших вышла в плей-офф (в случае равенства побед проводились дополнительные матчи за выход в плей-офф (тай-брейк), но не более, чем между двумя командами). Две лучшие команды по итогам предварительного этапа провели матч за прямое попадание в финал (плей-офф-1). 3-я и 4-я команды играли за выход в полуфинал (плей-офф-2). В полуфинале встретились проигравший в первом матче и победивший во втором. В финале золотые награды оспорили победители плей-офф-1 и полуфинала. В матче за 3-е место встретились команды, проигравшие в полуфинале и в матче плей-офф-2. Две худшие команды по итогам предварительного этапа выбывают в группу В.
- Группа В. 15 команд, составивших группу В на предварительном этапе разделены на две подгруппы, где провели однокруговые турниры. По их итогам по две лучшие команды из подгрупп вышли плей-офф. Победители подгрупп провели матч за прямое попадание в финал (плей-офф-1). Вторые команды играли за выход в полуфинал (плей-офф-2). Дальнейшая схема розыгрыша аналогична как в группе А. Финалисты выходят в группу А следующего чемпионата Европы.

### Женщины
Система розыгрыша аналогична мужской. Разница лишь в группе В по количеству команд-участниц (10 сборных) и отсутствием деления на подгруппы.

## Мужской турнир (группа А)

### Предварительный этап
| М   | Команда   | И | В | П |
| --- | --------- | - | - | - |
| 1   | Швеция    | 9 | 9 | 0 |
| 2   | Италия    | 9 | 7 | 2 |
| 3   | Швейцария | 9 | 6 | 3 |
| 4-5 | Норвегия  | 9 | 5 | 4 |
| 4-5 | Чехия     | 9 | 5 | 4 |
| 6   | Россия    | 9 | 5 | 4 |
| 7-8 | Шотландия | 9 | 3 | 6 |
| 7-8 | Германия  | 9 | 3 | 6 |
| 9   | Дания     | 9 | 1 | 8 |
| 10  | Латвия    | 9 | 1 | 8 |

22 ноября
Швеция — Италия 8:2; Германия — Дания 8:6; Шотландия — Норвегия 8:6; Чехия — Латвия 6:2; Швейцария — Россия 6:5.
Германия — Латвия 8:2; Швеция — Чехия 5:4; Италия — Швейцария 7:4; Норвегия — Россия 8:1; Шотландия — Дания 7:5.
23 ноября
Норвегия — Дания 6:4; Россия — Италия 6:5; Швеция — Латвия 7:5; Швейцария — Шотландия 8:5; Чехия — Германия 6:5.
Швейцария — Чехия 7:5; Латвия — Шотландия 8:6; Россия — Германия 6:4; Италия — Норвегия 9:5; Швеция — Дания 7:2.
24 ноября
Германия — Шотландия 7:4; Швеция — Швейцария 8:5; Италия — Чехия 7:6; Россия — Дания 8:6; Норвегия — Латвия 8:5.
25 ноября
Норвегия — Швейцария 7:3; Италия — Германия 8:7; Дания — Латвия 8:6; Шотландия — Чехия 6:5; Швеция — Россия 7:4.
Чехия — Дания 5:3; Россия — Шотландия 6:5; Швеция — Норвегия 7:6; Швейцария — Германия 6:4; Италия — Латвия 8:2.
26 ноября
Швеция — Шотландия 11:10; Швейцария — Латвия 7:5; Чехия — Россия 6:4; Италия — Дания 8:7; Норвегия — Германия 8:2.
Россия — Латвия 12:6; Чехия — Норвегия 8:7; Швейцария — Дания 7:6; Швеция — Германия 8:7; Италия — Шотландия 7:5.

### Тай-брейк
За 7-е место
27 ноября: Шотландия — Германия 8:6.
За 4-е место
27 ноября: Норвегия — Чехия 6:4.

### Плей-офф
Плей-офф-1 (1-2 места)
27 ноября: Швеция — Италия 6:2. Швеция вышла в финал.
Плей-офф-2 (3-4 места)
27 ноября: Норвегия — Швейцария 5:2.
Полуфинал
28 ноября: Норвегия — Италия 7:6. Норвегия вышла в финал.
Матч за 3-е место
28 ноября: Швейцария — Италия 8:6.
Финал
29 ноября:
|          | 1 | 2 | 3 | 4 | 5 | 6 | 7 | 8 | 9 | 10 | 11 | Итого |
| -------- | - | - | - | - | - | - | - | - | - | -- | -- | ----- |
| Швеция   | 0 | 0 | 0 | 2 | 0 | 0 | 1 | 0 | 1 | 0  | 1  | 5     |
| Норвегия | 0 | 0 | 0 | 0 | 0 | 1 | 0 | 2 | 0 | 1  | 0  | 4     |

## Мужской турнир (группа В)

### Предварительный этап
| Подгруппа В1 | Подгруппа В1 | Подгруппа В1 | Подгруппа В1 | Подгруппа В1 |
| М            | Команда      | И            | В            | П            |
| ------------ | ------------ | ------------ | ------------ | ------------ |
| 1            | Англия       | 6            | 5            | 1            |
| 2            | Нидерланды   | 6            | 5            | 1            |
| 3            | Турция       | 6            | 3            | 3            |
| 4            | Хорватия     | 6            | 3            | 3            |
| 5            | Эстония      | 6            | 3            | 3            |
| 6            | Израиль      | 6            | 2            | 4            |
| 7            | Литва        | 6            | 0            | 6            |

| Подгруппа В2 | Подгруппа В2 | Подгруппа В2 | Подгруппа В2 | Подгруппа В2 |
| М            | Команда      | И            | В            | П            |
| ------------ | ------------ | ------------ | ------------ | ------------ |
| 1            | Финляндия    | 7            | 6            | 1            |
| 2-3          | Венгрия      | 7            | 5            | 2            |
| 2-3          | Австрия      | 7            | 5            | 2            |
| 4            | Бельгия      | 7            | 4            | 3            |
| 5            | Уэльс        | 7            | 4            | 3            |
| 6            | Польша       | 7            | 3            | 4            |
| 7            | Испания      | 7            | 1            | 6            |
| 8            | Румыния      | 7            | 0            | 7            |

22 ноября:
В1. Нидерланды - Хорватия 8:3; Эстония - Израиль 10:5; Англия - Литва 7:3.
В2. Финляндия — Бельгия 11:4; Венгрия — Австрия 7:2.
В1. Израиль — Литва 7:6.
В2. Венгрия — Испания 12:1; Австрия — Польша 8:7; Бельгия — Румыния 8:5; Уэльс — Финляндия 6:5.
23 ноября:
В1. Англия — Нидерланды 7:5; Хорватия — Турция 9:7; Эстония — Литва 9:8.
В2. Польша — Испания 8:5; Уэльс — Румыния 11:3.
В1. Нидерланды — Израиль 7:5; Турция — Литва 9:2; Англия — Хорватия 7:6.
В2. Финляндия — Австрия 9:7; бельгия — Венгрия 9:3; Испания — Румыния 9:4.
24 ноября:
В1. Нидерланды — Эстония 6:4; Англия — Турция 6:5; Хорватия — Израиль 6:5.
В2. Польша — Румыния 7:4; Уэльс — Испания 12:3; Финляндия — Венгрия 8:2; Австрия — Бельгия 8:5.
В2. Бельгия — Уэльс 9:6; Финляндия — Румыния 10:4; Австрия — Испания 9:2; Венгрия — Польша 6:5.
 : 25 ноября:
В1. Англия — Эстония 7:5; Нидерланды — Литва 12:3; Турция — Израиль 7:6.
В2. Венгрия — Уэльс 8:4; Финляндия — Польша 9:5; Бельгия — Испания 8:7.
 : 26 ноября:
В1. Хорватия — Литва 7:4; Турция — Эстония 10:6; Израиль — Англия 7:6.
В2. Уэльс — Польша 8:7; Австрия — Румыния 11:8.
В1. Нидерланды — Турция 7:6; Эстония — Хорватия 9:6.
В2. Польша — Бельгия 11:5; Австрия — Уэльс 10:6; Венгрия — Румыния 10:4; Финляндия — Испания 9:2.

### Тай-брейк
В2: За 2-е место
27 ноября: Венгрия — Австрия 8:4.

### Плей-офф
Плей-офф-1 (1-2 места)
27 ноября: Финляндия — Англия 8:2. Финляндия вышла в финал.
Плей-офф-2 (3-4 места)
27 ноября: Нидерланды - Венгрия 9:7.
Полуфинал
27 ноября: Нидерланды — Англия 9:4, Нидерланды вышли в финал.
Матч за 3-е место
28 ноября: Англия — Венгрия 8:5.
Финал
28 ноября: Финляндия — Нидерланды 7:6.

## Мировая квалификация
7 лучших команд по итогам турнира в группе «А» (Швеция, Норвегия, Швейцария, Италия, Чехия, Россия, Шотландия) получили путёвки на чемпионат мира 2015. Ещё одна вакансия была разыграна в серии между 8-й командой группы «А» и победителем группы «В».
28 ноября: Финляндия — Германия 8:5, 8:7. Сборная Финляндии квалифицировалась на чемпионат мира.

## Женский турнир (группа А)

### Предварительный этап
| М  | Команда   | И | В | П |
| -- | --------- | - | - | - |
| 1  | Россия    | 9 | 9 | 0 |
| 2  | Швейцария | 9 | 6 | 3 |
| 3  | Шотландия | 9 | 6 | 3 |
| 4  | Дания     | 9 | 6 | 3 |
| 5  | Швеция    | 9 | 5 | 4 |
| 6  | Финляндия | 9 | 5 | 4 |
| 7  | Германия  | 9 | 4 | 5 |
| 8  | Эстония   | 9 | 2 | 7 |
| 9  | Латвия    | 9 | 1 | 8 |
| 10 | Чехия     | 9 | 1 | 8 |

22 ноября
Дания — Шотландия 7:6; Финляндия — Швейцария 7:5; Швеция — Германия 6:4; Латвия — Чехия 5:4; Россия — Эстония 10:6.
23 ноября
Финляндия — Чехия 9:6; Шотландия — Латвия 10:5; Россия — Дания 9:1; Германия — Эстония 10:4; Швейцария — Швеция 8:3.
Швейцария — Германия 8:3; дания — Эстония 7:4; Шотландия — Чехия 9:5; Россия — Швеция 9:3; Финляндия — Латвия 10:6.
24 ноября
Россия — Латвия 10:2; Швеция — Чехия 8:1; Финляндия — Эстония 8:2; Германия — Дания 7:5; Шотландия — Швейцария 7:5.
Швеция — Финляндия 7:4; Россия — Шотландия 8:2; Дания — Латвия 8:4; Швейцария — Эстония 6:5; Германия — Чехия 8:6.
25 ноября
Россия — Германия 9:6; Дания — Финляндия 8:2; Швейцария — Чехия 11:6; Швеция — Латвия 7:5; Эстония — Шотландия 9:8.
Швейцария — Латвия 8:0; Швеция — Эстония 9:1; Шотландия — Германия 10:2; Россия — Финляндия 12:3; Дания — Чехия 8:6.
26 ноября
Шотландия — Швеция 7:6; Россия — Чехия 13:1; Эстония — Латвия 9:4; Швейцария — Дания 8:4; Финляндия — Германия 5:4.
27 ноября
Чехия — Эстония 7:6; Германия — Латвия 7:6; Россия — Швейцария 9:5; Шотландия — Финляндия 7:6; Дания — Швеция 9:6.

### Плей-офф
Плей-офф-1 (1-2 места)
27 ноября: Швейцария — Россия 6:5. Швейцария вышла в финал.
Плей-офф-2 (3-4 места)
27 ноября: Дания — Шотландия 8:3.
Полуфинал
28 ноября: Россия — Дания 9:4. Россия вышла в финал.
Матч за 3-е место
28 ноября: Шотландия — Дания 8:4.
Финал
29 ноября:
|           | 1 | 2 | 3 | 4 | 5 | 6 | 7 | 8 | 9 | 10 | Итого |
| --------- | - | - | - | - | - | - | - | - | - | -- | ----- |
| Швейцария | 0 | 1 | 0 | 1 | 0 | 2 | 0 | 4 | 0 | 0  | 8     |
| Россия    | 0 | 0 | 1 | 0 | 2 | 0 | 1 | 0 | 2 | 1  | 7     |

## Женский турнир (группа В)

### Предварительный этап
| М   | Команда    | И | В | П |
| --- | ---------- | - | - | - |
| 1   | Норвегия   | 9 | 8 | 1 |
| 2   | Австрия    | 9 | 7 | 2 |
| 3   | Италия     | 9 | 6 | 3 |
| 4-5 | Венгрия    | 9 | 5 | 4 |
| 4-5 | Турция     | 9 | 5 | 4 |
| 6   | Англия     | 9 | 5 | 4 |
| 7   | Нидерланды | 9 | 4 | 5 |
| 8   | Польша     | 9 | 4 | 5 |
| 9   | Белоруссия | 9 | 1 | 8 |
| 10  | Словакия   | 9 | 0 | 9 |

22 ноября
Австрия — Англия 7:5; Турция — Нидерланды 7:2; Италия — Венгрия 10:1; Польша — Словакия 7:6; Норвегия — Белоруссия 9:4.
Турция — Польша 9:5; Норвегия — Австрия 7:5; Венгрия — Белоруссия 9:5; Англия — Словакия 7:3; Нидерланды — Италия 7:4.
23 ноября
Италия — Белоруссия 9:8; Австрия — Словакия 10:7; Турция — Англия 8:6; Норвегия — Нидерланды 9:4; Венгрия — Польша 7:6.
24 ноября
Венгрия — Турция 9:8; Италия — Польша 6:5; Австрия — Нидерланды 9:4; Англия — Белоруссия 9:3; Норвегия — Словакия 8:1.
Италия — Австрия 11:9; турция — Белоруссия 8:5; Венгрия — Словакия 7:4; Польша — Норвегия 6:5; Англия — Нидерланды 5:2.
25 ноября
Нидерланды — Словакия 9:6; Польша — Белоруссия 7:6; Норвегия — Англия 7:3; Италия — Турция 9:7; Австрия — Венгрия 7:5.
Нидерланды — Польша 8:2; Англия — Венгрия 10:6; Норвегия — Турция 9:1; Италия — Словакия 9:5; Австрия — Белоруссия 7:5.
26 ноября
Белоруссия — Словакия 8:2; Норвегия — Италия 7:6; Австрия — Турция 7:6; Венгрия — Нидерланды 10:6; Польша — Англия 7:5.
Норвегия — Венгрия 12:6; Нидерланды — Белоруссия 10:8; Англия — Италия 8:6; Австрия — Польша 8:6; Турция — Словакия 8:5.

### Тай-брейк
27 ноября: Венгрия — турция 6:2.

### Плей-офф
Плей-офф-1 (1-2 места)
27 ноября: Норвегия — Австрия 10:5. Норвегия вышла в финал.
Плей-офф-2 (3-4 места)
27 ноября: Венгрия — Италия 11:3.
Полуфинал
28 ноября: Венгрия — Австрия 7:6. Венгрия вышла в финал.
Матч за 3-е место
28 ноября: Италия — Австрия 10:2.
Финал
28 ноября: Норвегия — Венгрия 10:6.

## Мировая квалификация
7 лучших команд по итогам турнира в группе «А» (Швейцария, Россия, Шотландия, Дания, Швеция, Финляндия, Германия) получили путёвки на чемпионат мира 2015. Ещё одна вакансия была разыграна в серии между 8-й командой группы «А» и победителем группы «В».
28 ноября: Эстония — Норвегия 12:4, 3:8, 7:8. Сборная Норвегии квалифицировалась на чемпионат мира.

## Итоги

### Положение команд

#### Мужчины
| Группа А     |
| ------------ |
| Швеция       |
| Норвегия     |
| Швейцария    |
| 4. Италия    |
| 5. Чехия     |
| 6. Россия    |
| 7. Шотландия |
| 8. Германия  |
| 9. Дания     |
| 10. Латвия   |

| Группа В      | Группа В       |
| ------------- | -------------- |
| 1. Финляндия  | 9—10. Уэльс    |
| 2. Нидерланды | 9—10. Эстония  |
| 3. Англия     | 11—12. Польша  |
| 4. Венгрия    | 11—12. Израиль |
| 5. Австрия    | 13—14. Испания |
| 6. Турция     | 13—14. Литва   |
| 7—8. Бельгия  | 15. Румыния    |
| 7—8. Хорватия |                |

Дания и Латвия выбыли в группу «В». Вместо них в группе «А» чемпионата Европы 2015 будут выступать Финляндия и Нидерланды.

#### Женщины
| Группа А     |
| ------------ |
| Швейцария    |
| Россия       |
| Шотландия    |
| 4. Дания     |
| 5. Швеция    |
| 6. Финляндия |
| 7. Германия  |
| 8. Эстония   |
| 9. Латвия    |
| 10. Чехия    |

| Группа В      |
| ------------- |
| 1. Норвегия   |
| 2. Венгрия    |
| 3. Италия     |
| 4. Австрия    |
| 5. Турция     |
| 6. Англия     |
| 7. Нидерланды |
| 8. Польша     |
| 9. Белоруссия |
| 10. Словакия  |

Латвия и Чехия выбыли в группу «В». Вместо них в группе «А» чемпионата Европы 2015 будут выступать Норвегия и Венгрия.

### Призёры

#### Мужчины
Швеция: Никлас Эдин, Оскар Эрикссон, Кристиан Линдстрём, Кристофер Сундгрен, Хенрик Лек. Тренер — Ингемар Эдстрём.
  Норвегия: Томас Ульсруд, Торгер Нергор, Кристофер Све, Ховард Вад Петерссон, Сандер Рёлвог. Тренер — Петтер Моэ.
  Швейцария: Свен Михель, Флориан Майстер, Симон Гемпелер, Стефан Майенберг, Марк Пфистер. Тренер — Роберт Хюрлиман.

#### Женщины
Швейцария: Биния Фельчер, Ирене Шори, Франциска Кауфман, Кристине Урех, Карол Ховальд. Тренер — Аллан Мур.
  Россия: Анна Сидорова, Маргарита Фомина, Александра Саитова, Екатерина Галкина, Нкеирука Езех. Тренер — Светлана Калалб.
  Шотландия: Ив Мюрхед, Анна Слоун, Вики Адамс, Сара Рид, Лорен Грэй. Тренер — Дэвид Хэй.